# Hiper/Chimera
Hiper/Chimera je studiové album polské zpěvačky Cleo a producenta Donatana. Album bylo vydáno 7. listopadu 2014 pod vydavatelstvím Urban Rec v distribuci My Music.
Album se skládá ze dvou CD, na každém je umístěno 16 stop. Druhý disk obsahuje instrumentální verze písní z prvního disku. Za textovou stránku písní odpovídá Cleo spolu s hosty. Hudby a produkce se ujal Donatan. Mixing a mastering písní měl na starosti Jarosław Baran. Na několika skladbách nalezneme spolupráci s umělci jako Enej, Kamil Bednarek, Waldemar Kasta, Miuosh či Sitek

## Prodejnost
Dva dny před premiérou, která se konala 5. listopadu 2014, ZPAV udělil albu zlatou desku za prodej přesahující hranici 15 000 kopií. Album se nacházelo na 1. místě v oficiálním seznamu prodejnosti OLiS. V lednu 2015 počet prodaných alb přesáhl 60 000 kusů a album bylo certifikováno dvojitou platinou. V červnu 2015 album Hiper/Chimera obdržela SuperJedynk v kategorii SuperAlbum.
| Země   | Seznam prodejnosti (2014/2015) | Nejvyšší pozice | Certifikace  | Prodejnost |
| ------ | ------------------------------ | --------------- | ------------ | ---------- |
| Polsko | Oficiální seznam prodejnosti   | 1               | 2× platinová | 60 000+    |

## Singly
Prvním singlem z alba byla kompozice „My Słowianie”, vydaná dne 4. listopadu 2013. Dne 23. dubna 2014 byl vydán druhý singl „Cicha woda” ve spolupráci s rapperem Sitkem. Třetí, anglojazyčný singl „Slavica” byl vydán dne 14. května. Dne 2. září měl premiéru čtvrtý singl „Ten czas”, ve kterém se objevil zpěvák reggae hudby Kamil Bednarek. Také v září byl vydán další singl „Brać” ve spolupráci s kapelou Enej. Dne 17. listopadu byl vydán další singl „Sztorm”. Posledním singlem z alba byla píseň „B.I.T” s hsotujícím Waldemarem Kastou. Videoklip k písni měl premiéru 2. března 2015.
| Rok  | Název                             | Nejvyšší pozice | Nejvyšší pozice       | Nejvyšší pozice  |
| Rok  | Název                             | POL (airplay)   | POL (airplay nowości) | POL (airplay TV) |
| ---- | --------------------------------- | --------------- | --------------------- | ---------------- |
| 2013 | „My Słowianie”                    | 2               | 2                     | 1                |
| 2014 | „Cicha woda” (feat. Sitek)        | 11              | 1                     | –                |
| 2014 | „Slavica”                         | –               | –                     | –                |
| 2014 | „Ten czas” (feat. Kamil Bednarek) | –               | –                     | –                |
| 2014 | „Brać” (feat. Enej)               | –               | 1                     | –                |
| 2014 | „Sztorm”                          | –               | –                     | –                |
| 2015 | „B.I.T” (feat. Waldemar Kasta)    | –               | –                     | –                |

## Seznam skladeb

### CD 1
| Nr  | Titul                               | Text                                                             | Hudba                                                      | Délka |
| --- | ----------------------------------- | ---------------------------------------------------------------- | ---------------------------------------------------------- | ----- |
| 1.  | „Introdukcja”                       | Cleo                                                             | Donatan                                                    | 1:20  |
| 2.  | „Hiper/Chimera”                     | Cleo                                                             | Donatan                                                    | 3:21  |
| 3.  | „Brać” (feat. Enej)                 | Cleo, Donatan, Piotr Sołoducha, Mirosław Ortyński, Łukasz Kojrys | Donatan, Piotr Sołoducha, Mirosław Ortyński, Łukasz Kojrys | 3:49  |
| 4.  | „Sztorm”                            | Cleo                                                             | Donatan                                                    | 3:44  |
| 5.  | „Ten czas” (feat. Kamil Bednarek)   | Cleo, Kamil Bednarek                                             | Donatan                                                    | 3:44  |
| 6.  | „Slavica”                           | Cleo                                                             | Donatan                                                    | 3:32  |
| 7.  | „Tłusty czarny kot”                 | Cleo                                                             | Donatan                                                    | 3:00  |
| 8.  | „Cicha woda” (feat. Sitek)          | Cleo, Sitek                                                      | Donatan                                                    | 3:33  |
| 9.  | „Cofnąć czas” (feat. Miuosh)        | Cleo                                                             | Donatan                                                    | 3:38  |
| 10. | „My Słowianie”                      | Cleo                                                             | Donatan                                                    | 3:10  |
| 11. | „Papierowy ład”                     | Cleo                                                             | Donatan                                                    | 3:57  |
| 12. | „B.I.T” (feat. Waldemar Kasta)      | Cleo, Waldemar Kasta                                             | Donatan                                                    | 3:34  |
| 13. | „Nie pozwól” (feat. Kamil Bednarek) | Cleo, Kamil Bednarek                                             | Donatan                                                    | 3:35  |
| 14. | „Efekt motyla”                      | Cleo                                                             | Donatan                                                    | 3:33  |
| 15. | „Nie lubimy robić”                  | Borixon, Kajman                                                  | Donatan                                                    | 3:04  |
| 16. | „Vinylova”                          | Cleo                                                             | Donatan                                                    | 3:16  |
|     |                                     |                                                                  | Celková délka:                                             | 53:50 |

### CD 2
| Nr  | Titul                              | Délka |
| --- | ---------------------------------- | ----- |
| 1.  | „Introdukcja” (Instrumental)       | 1:20  |
| 2.  | „Hiper/Chimera” (Instrumental)     | 3:21  |
| 3.  | „Brać” (Instrumental)              | 3:49  |
| 4.  | „Sztorm” (Instrumental)            | 3:44  |
| 5.  | „Ten czas” (Instrumental)          | 3:44  |
| 6.  | „Slavica” (Instrumental)           | 3:32  |
| 7.  | „Tłusty czarny kot” (Instrumental) | 3:00  |
| 8.  | „Cicha woda” (Instrumental)        | 3:33  |
| 9.  | „Cofnąć czas” (Instrumental)       | 3:38  |
| 10. | „My Słowianie” (Instrumental)      | 3:10  |
| 11. | „Papierowy ład” (Instrumental)     | 3:57  |
| 12. | „B.I.T” (Instrumental)             | 3:34  |
| 13. | „Nie pozwól” (Instrumental)        | 3:35  |
| 14. | „Efekt motyla” (Instrumental)      | 3:33  |
| 15. | „Nie lubimy robić” (Instrumental)  | 3:04  |
| 16. | „Vinylova” (Instrumental)          | 3:16  |
|     | Celková délka:                     | 53:50 |

## Tvůrci
| - Joanna „Cleo” Klepko – zpěv - Witold „Donatan” Czamara – hudba, hudební produkce, výkonný producent, koncepce grafického designu - Jarosław Baran – kytara (4, 8, 9, 12, 14), elektrické piano (8), syntezátor (12), mixing, mastering, realizace záznamu - Magdalena Brudzińska – viola (4, 10) - Jacek Kopiec – akordeon (10) - Kamil Bednarek – hostující vokály (5, 7, 13) - Waldemar Kasta – hostující rap (12) - Miłosz „Miuosh” Borycki – hostující rap (9) - Adrian „Sitek” Kryński – hostující rap (8) | - Enej – hostující zpěv, dodatkové nástroje (3) - Piotr „Lolek” Sołoducha – zpěv, akordeon - Mirosław „Mynio” Ortyński – basová kytara, zpěv - Paweł „Bolek” Sołoducha – perkusy - Jacek „Jaca” Grygorowicz – elektrická kytara, akustická kytara - Jakub „Czaplay” Czaplejewicz – pozoun - Łukasz „Długi” Przyborowski – trubka - Damian „Pinki” Pińkowski – saxofon, klarinet - Kornel Kondrak – perkusy - Andrzej Tomaszuk – ilustrace - Daniel Bienias – obal |